# کاسیاس د کوریا
کاسیاس د کوریا (به اسپانیایی: Casillas de Coria) یک دهستان‌های اسپانیا و دهستان و روستا در اسپانیا است که در استان کاسرس واقع شده‌است. کاسیاس د کوریا ۶۱ کیلومتر مربع مساحت دارد ۲۴۵ متر بالاتر از سطح دریا واقع شده‌است.